# Orthosia misera
Orthosia misera är en oleanderväxtart som först beskrevs av Louis Otho Otto Williams, och fick sitt nu gällande namn av W.D.Stevens. Orthosia misera ingår i släktet Orthosia och familjen oleanderväxter. Inga underarter finns listade i Catalogue of Life.